# Ligne d'eau (film)
Pour les articles homonymes, voir Ligne d'eau.
Pour plus de détails, voir Fiche technique et Distribution.
Ligne d'eau (Płynące wieżowce) est un film dramatique polonais, écrit et réalisé par Tomasz Wasilewski et sorti en 2013. Il met en scène un jeune adulte nageur homosexuel, tiraillé entre son milieu familial et son envie de vivre un amour naissant avec un étudiant de son âge. L'action se situe dans la Pologne des années 2000. 

## Synopsis
À Varsovie, Kuba, un jeune nageur chevronné s'entraîne sans relâche en vue de gagner les championnats de natation. Depuis deux ans, il vit en couple chez sa mère avec sa petite amie Sylwia. Mais cette vie presque trop parfaite commence à ne plus lui convenir, il se sent prisonnier sous l'emprise de sa mère très possessive. Au cours d'une soirée, il rencontre Michal, un bel étudiant qui le subjugue instantanément. Le déclic s'opère et Kuba s'en retrouve chamboulé. Plus rien ne sera comme avant dans la tête de Kuba. Et malgré la dureté des esprits d'une société polonaise encore très ancrée dans un conservatisme, il se met à rêver à une autre vie où tout devient possible. De ses espérances, il va tout entreprendre pour faire vivre son rêve dans la réalité.

## Fiche technique
- Titre français : Ligne d'eau
- Titre original : Płynące wieżowce
- Titre québécois :
- Réalisation : Tomasz Wasilewski
- Scénario : Tomasz Wasilewski
- Direction artistique : Jacek Czechowski
- Décors :
- Costumes : Monika Kaleta
- Montage : Aleksandra Gowin
- Musique : Baasch
- Photographie : Jakub Kijowski
- Son :
- Production : Izabela Igel et Roman Jarosz
- Société de production :
- Sociétés de distribution :  Film Point Group
- Pays d'origine :  Pologne
- Langue originale : Polonais
- Genre : Film dramatique
- Durée : 93 minutes
- Dates de sortie :
- États-Unis 18 avril 2013 (festival du film de Tribeca)
  -  Pologne 22 novembre 2013
  -  France 14 mai 2014

## Distribution
- Mateusz Banasiuk : Kuba
- Bartosz Gelner : Michał
- Marta Nieradkiewicz : Sylwia
- Katarzyna Herman : Ewa
- Olga Frycz : Monika
- Izabela Kuna : Krystyna
- Mirosław Zbrojewicz : Jacek
- Katarzyna Maciąg : Ania
- Mariusz Drężek : Kuby
- Michał Podsiadło : Witek

## Distinctions

### Prix
- 2013 : Meilleur réalisateur au Festival international du film de Transylvanie

### Nominations et sélections
- Festival du film de Tribeca 2013